# Saïd Mohamed Ben Chech Abdallah Cheikh
Saïd Mohamed Ben Chech Abdallah Cheikh, dit Saïd Mohamed Cheikh, né le 1er juillet 1904 à Mitsamiouli (Grande Comore) et mort le 16 mars 1970 à Soavinandriana (Madagascar), est un homme politique des Comores, alors territoire français. Médecin originaire de l'île de Grande Comore, il est élu en 1945 député de l'Assemblée constituante de la République française sur une liste de centre gauche, puis député de la Quatrième République française sur une liste de centre gauche également. Œuvrant pour l'autonomie de l'archipel comorien au sein de la République, il obtient la création du Territoire des Comores en 1946. Il est réélu en 1958 sur une liste gaulliste, lors de la création de la Cinquième République. La même année, il est élu à la tête du conseil de gouvernement de l'archipel, poste qu'il occupera jusqu’à sa mort à Madagascar en 1970. Le « Cheikhisme » est une période de stabilité autoritaire dans l’histoire des Comores, avant la transition vers l’indépendance complète.

## Biographie
Né sur l'île de la Grande Comore, à Mitsamiouli, et issu d'une famille noble (clan Hinya Fwambaa par le père et une famille du Washili). Il a fait ses études primaires à l’école officielle de Mitsamiouli. Il a été un élève très brillant, le plus jeune de sa promotion. Il a fait ses études secondaires à l’école régionale de Mutsamudu (Anjouan) avant de poursuivre ses études supérieures à l’école de médecine d’Antananarivo à Madagascar, études qu’il termine en 1928. Ce fut donc le premier médecin comorien. Son premier poste fut Foumbouni à la Grande Comore en tant que médecin avant d’être affecté à Fomboni (Mohéli). Il a été rappelé sous le drapeau comme médecin militaire à Majunga (Madagascar), de 1936 à 1944).
Au cours de la Deuxième Guerre mondiale, une insurrection éclate, en mars- avril 1940, dans les plantations coloniales de Nyumakele (Anjouan), à cause des conditions de vie précaires de la population indigène. L’administration coloniale a interprété cette révolte comme étant une manœuvre des ennemis de la France visant à déstabiliser l’île. Le gouverneur général avait dépêché à Anjouan une mission de pacification conduite par l’inspecteur Thomas.
Saïd Mohamed Cheikh faisait partie de la délégation. Il a joué un rôle déterminant dans la résolution de cette crise. L’armée française n’est pas intervenue. L’issue pacifique de cette crise a propulsé Saïd Mohamed Cheikh au premier rang de la scène politique. À partir de ce moment il a commencé sa carrière politique. La population de Nyumakele lui sera longtemps reconnaissante.
Il abandonne complètement la médecine en 1945 et se lance dans la politique en devenant député au sein de l'Assemblée nationale française de 1945 à 1961. Il s'inscrit dans le groupe socialiste (Union démocratique et socialiste de la Résistance) aux côtés de Rasata, Ravoangy et Rabemanajary qui devraient siéger à la constituante de Paris avec d’autres meneurs nationalistes africains comme Félix Houphouët-Boigny de la Côte d'Ivoire, Léopold Sédar Senghor et Lamine Gueye du Sénégal. Il est le chef du parti Vert face au parti Blanc de Said Ibrahim bin Said Ali.
Il œuvre pour détacher administrativement les Comores de Madagascar ce qu'il obtient en 1946.
Il s'oppose à une indépendance qui viendrait trop tôt, avant que les structures ne soient en place et que les cadres ne soient formés. En tant élu, son premier combat politique fut la réforme surtout dans l’île d’Anjouan. La population « indigènes » appelées désormais « autochtones » depuis 1946, pouvaient accéder à la propriété et en même temps, les villages « miji ya shamba » ne dépendent plus de la société de plantation mais directement de l’administration coloniale de l’île. Il a réussi à faire abroger la loi d’annexion de l’archipel des Comores comme dépendances en vers Madagascar en 1912. Sous l’impulsion du député Saïd Mohamed Cheikh, les Comores sont devenues en 1946 un « territoire » et ne font plus partie de la province de Majunga.
En 1954, il est désigné pour représenter la France et l'Union française à l'Assemblée des Nations unies.
En 1961, il est élu le premier président du Conseil de gouvernement par la Chambre des députés des Comores. Il demeure à ce poste jusqu'à ce qu'il meure d'une crise cardiaque le 16 mars 1970 à Soavinandriana. Il est enterré à Moroni.

### Une voix pour l'indépendance
Lors de la discussion du budget 1961, Said Mohamed Cheikh réclame davantage de crédit pour la construction d'infrastructures électriques, téléphoniques, de routes, mais aussi d'écoles et de logements. Il s’émeut aussi de la dépendance de l'économie du territoire vis-à-vis de la vanille. De ces remarques, le débat sur l'indépendance de l'archipel reprend.

### Filmographie
- Notre père Saïd Mohamed Cheikh, film documentaire de Luc Saïd Mohamed Cheikh, Pragmatic Productions, 2005, 52'